# Iqaluiti repülőtér
Az Iqaluit repülőtér (IATA: YFB, ICAO: CYFB) (angolul: Iqaluit Airport) a Nunavut territórium fővárosának, Iqaluitnak a repülőtere, mely közvetlenül a város mellett található. A repülőtér az Air Nunavut, a First Air és a Canadian North központi repülőtere.

## Történet
A repülőteret 1942-ben az amerikai hadsereg alapította, akkor még Frobisher Bay Légibázis (angolul: Frobisher Bay Air Base) néven. 1963-ban teljesen átalakították a repülőteret a polgári gépek számára.

## Menetrend szerinti járatot üzemeltető légitársaságok és célállomásaik
| Légitársaság                 | Célállomások |
| ---------------------------- | --- |
| Air Greenland                | Kangerlussuaq, Narsarsuaq Szezonális: Koppenhága, Nuuk |
| Air Nunavut                  | Charter: Arctic Bay, Cape Dorset, Clyde River, Hall Beach, Igloolik, Mary River Montréal–Trudeau nemzetközi repülőtér, Nuuk, Ottawa, Pangnirtung, Pond Inlet, Qikiqtarjuaq, Rankin Inlet, Resolute, Yellowknife                |
| Canadian North               | Cape Dorset, Clyde River, Hall Beach, Igloolik, Ottawa, Pangnirtung, Pond Inlet, Qikiqtarjuaq, Rankin Inlet, Yellowknife Szezonális: Halifax, St. John's                                                                       |
| Exploits Valley Air Services | Gander, Happy Valley-Goose Bay |
| First Air                    | Arctic Bay, Cape Dorset, Clyde River, Hall Beach, Igloolik, Kimmirut, Kuujjuaq, Montréal–Trudeau nemzetközi repülőtér, Ottawa, Pangnirtung, Pond Inlet, Qikiqtarjuaq, Rankin Inlet, Resolute, Yellowknife Szezonális: Winnipeg |
| Nolinor Aviation             | Charter: Kitchener-Waterloo, Mary River |

## Felszereltség
- 2 hangár és áruterminál
- kétszintes terminál
- 1 fő kifutópálya
- 1 tűzoltóállomás

### Terminál
A terminál több check-in pulttal is rendelkezik. Található benne többek közt egy ajándékbolt, utazási iroda, baba szoba. A repülőtér a mozgáskorlátozottak számára is könnyen elérhető, mivel akadálymentesített a terminál épülete.

### Földi közlekedés
A repülőtéren tömegközlekedési eszköz nincs. Csak taxi vagy autókölcsönző vehető igénybe.

### Jövőbeni fejlesztések
A repülőtér a megnövekedett forgalom miatt már kicsinek bizonyul, ezért a Nunavut kormány elhatározta, hogy fejleszti a repülőtér kapacitását. A bővítés várható költsége közel $300-ba kerül. A fejlesztés várhatóan 2014-ben kezdődik és 2017-re várható a befejezése és átadása.

## Érdekességek

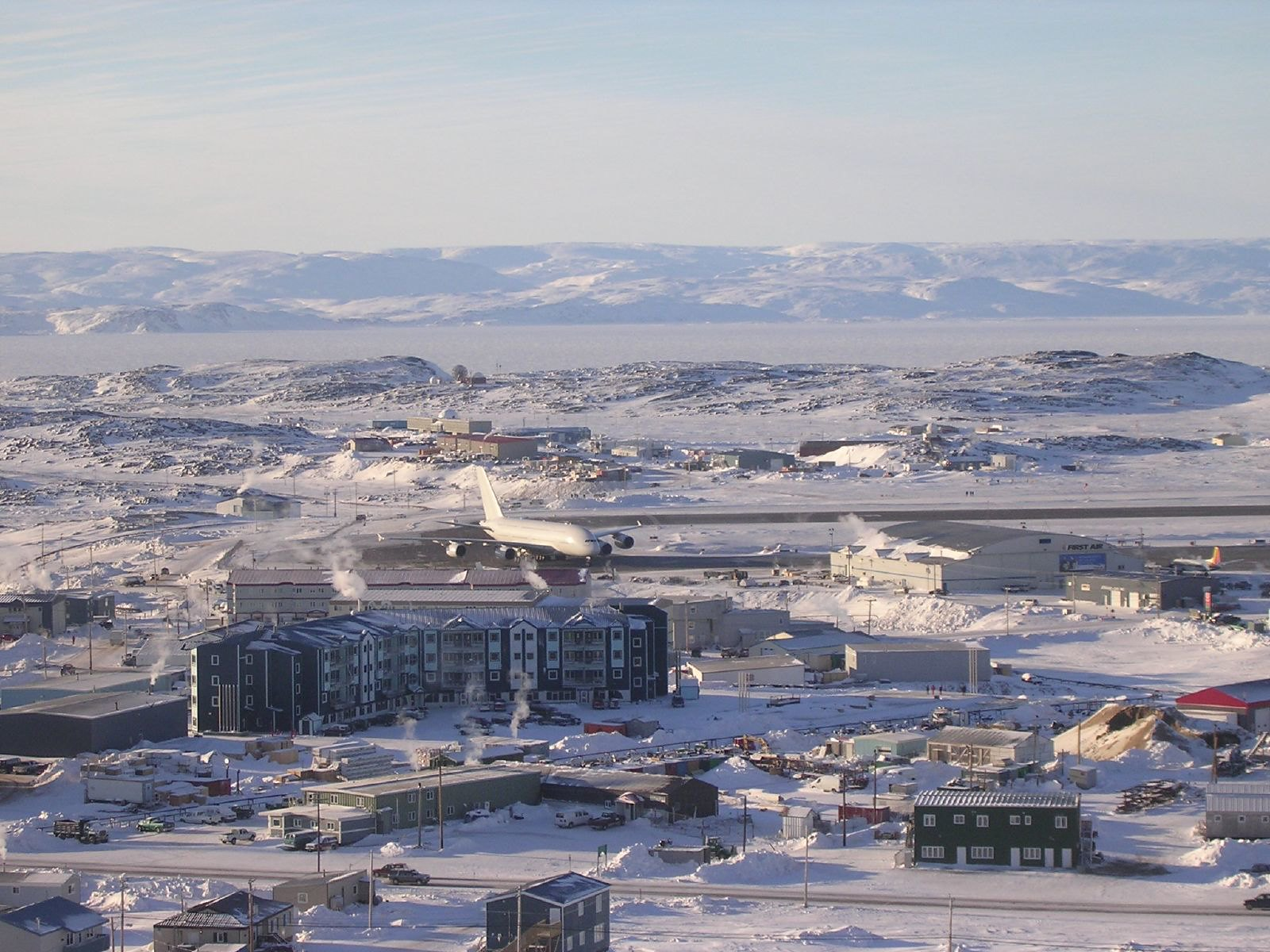
Egy Airbus A380-as gép a repülőtéren

A repülőtér több alkalommal is teszt repülőtere volt az Airbus legnagyobb repülőgépeinek, mint például az A380, az A400M és az A350-es gépeknek.

## Balesetek, légi események
- 1973. február 12-én egy Douglas C–47-es, CF-OOV lajstromjelű repülőgép a felszállás után lezuhant. A fedélzeten tartózkodó 3 ember túlélte a katasztrófát.[13]
- 1996. augusztus 14-én a Kanadai Légierő egyik CF-18 Hornet típusú vadászgépe a felszállás után lezuhant, miután egy üzemanyagcső elszakadt és a gép kigyulladt.[14]